# Jean-Louis Schiltz
Jean-Louis Schiltz (Ciutat de Luxemburg, 14 d'agost de 1964) és un polític i jurista luxemburguès, membre del CSV.
Va ocupar els càrrecs de Ministre de Defensa, Ministre de Mitjans de Comunicació i Ministre de Cooperació i Assumptes Humanitaris, al govern Jean-Claude Juncker des del 2004. Ell va renunciar a aquests càrrecs quan la formació d'un nou govern el 23 de juliol de 2009, i es va convertir en el president del CSV a la Cambra de Diputats acabada d'elegir.